# Macrostylis longiremis
Macrostylis longiremis är en kräftdjursart som först beskrevs av Frederik Vilhelm August Meinert 1890.  Macrostylis longiremis ingår i släktet Macrostylis och familjen Macrostylidae. Arten är reproducerande i Sverige. Inga underarter finns listade i Catalogue of Life.